# Peugeot Typ 76
Der Peugeot Typ 76 ist ein frühes Automodell des französischen Automobilherstellers Peugeot, von dem 1905 im Werk Lille 32 Exemplare produziert wurden.
Die Fahrzeuge besaßen einen Vierzylinder-Viertaktmotor, der vorne angeordnet war und über Kette die Hinterräder antrieb. Der Motor leistete aus 6371 cm³ Hubraum mit 130 mm Bohrung und 120 mm Hub 30 PS bei 900/min.
Es gab die Modelle 76, 76 A und 76 B. Bei einem Radstand von 308 cm betrug die Spurbreite 145 cm. Die Karosserieform Doppelphaeton bot Platz für vier bis fünf Personen.